# Vetle Vinje
Vetle Vinje, född den 14 mars 1962 i Oslo i Norge, är en norsk roddare.
Han tog OS-silver i scullerfyra i samband med de olympiska roddtävlingarna 1988 i Seoul.